# Greta Van Langendonck
Greta Van Langendonck (Kessel-Lo, 10 maart 1944 – Zuid-Frankrijk, 25 juni 2015) was een Vlaamse actrice.
Van Langendonck studeerde af aan de Studio Nationaal Toneel in 1965. Ze was achtereenvolgens verbonden aan het ensemble van de Koninklijke Vlaamse Schouwburg, de theatergroep van Arca, theater De Bron en het Gentse NTG.
Ze was een van de trekkers van theatergroep De Bron, samen met  acteur Guido Lauwaert, dichter Coenraed de Waele en muzikant Rudy De Sutter.

## Theater
- 1967-1970 KVS
- 1974-1982 Arca-Gent
- 1983 Theater De Bron
- 1997-2001 NTG-Gent

## Voornaamste gastrollen
- Arca:Geesche in Bremer Freiheit van R. W. Fassbinder: regie:Jackt Tummers (1977)
- theaterMalpertuis:Joseph in Egypte van Vondel:Jemphsar:regie: Jo Gevers (1978)
- Ro-theater Rotterdam: Regan in King Lear regie: Karge-Langhoff (1979)
- Arca:De training van de kampioen voor de koers van Michel Deutch,: Jeanne, regie: Pol Dehert(1979)
- Lady Macbeth: Vrije productie met Guido Lauwaert, regie:François Beukelaers (1978)
- Arca:Iphigenia in Tauris van W. Goethe, Orestes, in een regie van Emmanuel Boeck (1980)
- Teater De Bron, Matraviata van Chris Yperman,spel en regie (1988)
- Staat er haar op  van Bart Meuleman(2de deel van de Smerige trilogie): De zweep  (1999-2002)
- Het gevolg: Vermist van Walter van den Broek : Sheila in een regie: Ignace Cornelissen (2003)
- 't Arsenaal: Uit het leven van de marionetten: Ingmar Bergman, regie Stef de Paepe. (2006-2008)
- NV Elisabeth: Moeder in True West met Stany Crets en Peter Van den Begin (2009-2010)

## Film
- Een vrouw tussen hond en wolf: André Delvaux
- Oesje!, Mariette (1997)
- Kiekeboe: Renaat Coppens
  - Frits & Freddy, Greta (2010)
- Vaste rollen televisieseries:
  - Het verdriet van België, tante Violette: Naar de roman van Hugo Claus, regie Claude Goretta (1994)
  - Ons geluk, Nel Muys: naar Gerard Walschap van Paul Koeck
  - Wittekerke, Marie-Jeanne Deleu (1996-1998)
  - Duts, Annie (2010)

Verder gastrollen in Lili en Marleen (Brusselse volksvrouw), Matroesjka's (buurvrouw van Gulinck), Interflix (Mama Tonio), Recht op Recht (Moeder Leurts in 2000, Lisa Dumon in 2001), Spoed (Mieke), Flikken (Anges Brugman), Sedes & Belli (Denise Houtman), Rupel (Andrea Blanche), F.C. De Kampioenen (Greetje Devriendt), Witse (Georgette), De Wet volgens Milo (Rechter Van Houte/Rechter in de zaak Eline), Verschoten & Zoon (Mevrouw Germaine De Groot), Aspe (Martha Struylandt), Bompa (Lizzy) en Witse (Vera Daelemans).

## Auteur
- Zonder liefde warme liefde in samenwerking met STUK Leuven, CC Berchem, 't Arsenaal 2010.
- Nu of Nooit.